# Аренсхаузен
Аренсхаузен (нем. Arenshausen) — община в Германии, в земле Тюрингия. 
Входит в состав района Айхсфельд. Подчиняется управлению Ханштайн-Рустеберг.  Население составляет 1003 человека (на 31 декабря 2010 года). Занимает площадь 5,79 км².